# Gangart
Gangart er dyrs forskellige måder at gå eller løbe på. Der er for eksempel forskel mellem pasgang og diagonalgang. Ordet gangart bruges særligt om heste og hvordan de bevæger sig. Menneskets vigtigste gangarter er at gå og løbe.

## Hestegangarter
Alle heste har de tre hovedgangarter: skridt, trav og galop. Desuden har islandske heste blandt andet tølt ("flygende skridt") 
og pas.
Blandt hesteracer fra USA kender man også bl.a. til gangarterne "fox trot" og "running walk".
Der bliver afholdt konkurrencer, hvor hestene med deres ryttere kan fremvise gangarter, som de har trænet. 